# Full Circle (Karl-Martin Almqvist)
Full Circle är ett musikalbum från 2004 av jazzsaxofonisten Karl-Martin Almqvist.

## Låtlista
1. Do We Dance (Karl-Martin Almqvist) – 7:10
2. Full Circle (Karl-Martin Almqvist) – 5:17
3. In Between (Jonas Östholm) – 6:50
4. Katten Burlesk (Karl-Martin Almqvist) – 5:48
5. Slow Flow (Filip Augustson) – 6:05
6. Spantis (Jonas Östholm) – 4:54
7. Double Dare (Karl-Martin Almqvist/Jonas Östholm) – 8:59
8. Indi (Karl-Martin Almqvist) – 4:34
9. You Must Believe in Spring (Michel Legrand) – 6:11

## Medverkande
- Karl-Martin Almqvist – saxofon
- Jonas Östholm – piano
- Filip Augustson – bas
- Sebastian Voegler – trummor